# La República (Santander)
La República fue un diario santanderino de tendencia republicana, creado ex profeso por el Consejo Interprovincial de Santander, Palencia y Burgos en 1937 como cabecera única regional. Desapareció el mismo 1937 con las tropas franquistas a las puertas de la ciudad.
Con el comienzo de la guerra habían sobrevivido tres diarios regionales, El Cantábrico, El Diario Montañés (este bajo dirección obrera) y La Voz de Cantabria, todos bajo control de la censura. Sin embargo la escasez de materia para poder tirar los tres periódicos (básicamente, la falta de papel y tinta, que ya no se podían obtener desde Bilbao) hizo que el Consejo los suspendiera el 27 de junio de 1937, siendo sustituidos por una cabecera única con el nombre de La República. De este modo se pretendía ahorrar el escaso papel y la tinta y, además, controlar el flujo de información más fácilmente.
El director del periódico fue Bruno Fontana, quien sacó el primer número a la calle el día 29, siendo impreso en los talleres de La Voz de Cantabria. El periódico nació con el objetivo claro de mantener la moral de la población civil y las tropas ante la difícil situación, no dudando en predecir la inminente victoria republicana con las tropas rebeldes ya en Torrelavega. El último número de La República apareció el 24 de agosto, con el ejército franquista alcanzando Camargo y Soto de la Marina y las autoridades, refugiados y muchos republicanos tratando de escapar de un Santander prácticamente sitiado.